# Loftur Studio

Loftur Studio es un estudio independiente de Internet que se fundó en 2013 alrededor del proyecto 5 Elementos, pero cuyos orígenes se remontan a 2005 con la creación del webcómic paródico Raruto. Desarrollan diferentes universos de creación propia a través de diferentes medios como el cómic ,la animación o el Videojuego. Su trabajo más actual es Kofi, una webserie de animación que puede verse gratuitamente a través de Youtube.
En el año 2017 se conocerían los primeros detalles de Kofi Quest; Alpha Mod, el primer videojuego, desarrollado por este estudio independiente. Inicialmente se iban a desarrollar también una serie de minijuegos para teléfono móvil, cuyo desarrollo finalmente, quedó cancelado, el lanzamiento de Kofi Quest; Alpha Mod, está previsto para el último cuarto de 2019, tras haber sido pospuesto en varias ocasiones. 
Proyectos: 
- 5 Elementos (2008, Webcómic)[3]
- Kofi (2014, Webserie)[4]
- Kofi Quest Alpha Mod (2019, Videojuego)